# Royaume de Nouvelle-Espagne
1521–1535
Entités précédentes :
- Empire aztèque

Entités suivantes :
- Vice-royauté de Nouvelle-Espagne

Le Royaume de Nouvelle-Espagne, en espagnol Reino de Nueva España, est le nom que la couronne d'Espagne donna à un territoire du Sud de l'Amérique du Nord au XVIe siècle lors de sa colonisation des Amériques. Créé à la suite de la conquête espagnole de l'empire aztèque en 1521, il dépendait de la couronne de Castille, puisque les fonds initiaux pour l'exploration sont venus de la reine Isabelle de Castille.
En tant que possession personnelle, le roi avait non seulement le droit souverain, mais également les droits de propriété. Il était le propriétaire absolu, le seul chef politique de ses États américains. Chaque privilège et la politique économique ou religieuse venaient de lui.
La vice-royauté de Nouvelle-Espagne remplace le royaume de Nouvelle Espagne à partir de 1535.